# Elvira Petrozzi
Elvira Petrozzi, née Rita Agnese Petrozzi le 21 janvier 1937 à Sora (Latium, Italie) et morte le 3 août 2023 à Saluces (Piémont, Italie), est une religieuse catholique italienne, membre des Sœurs de la charité de Sainte-Jeanne-Antide-Thouret. Universellement connue comme « la sœur des drogués », elle est la fondatrice de la communauté du Cénacle (ca), spécialisée dans l'aide aux toxicomanes.

## Biographie

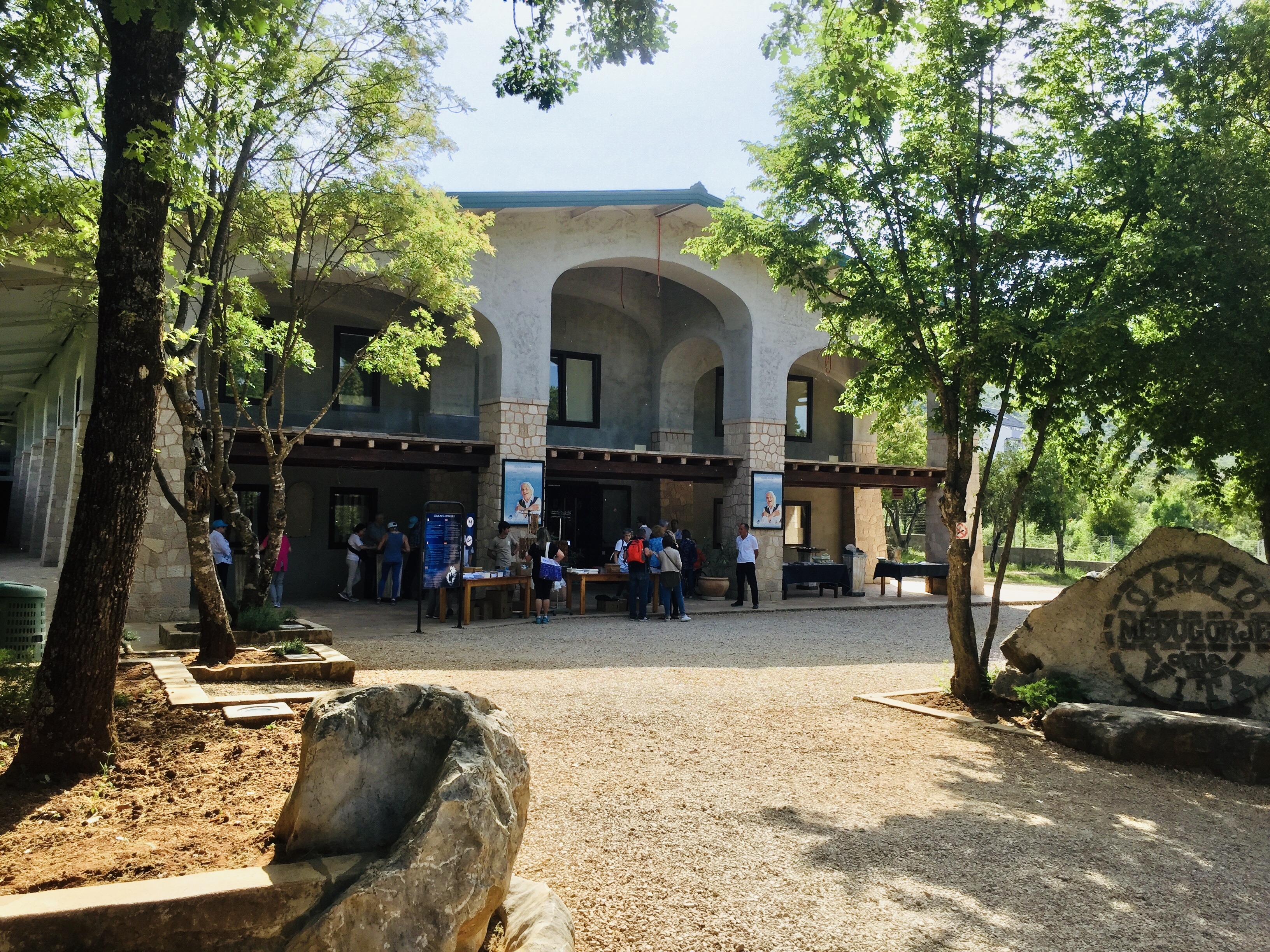
Commauté du Cénacle à Medjugorge, Bosnie-Herzégovine.

Membre d'une famille particulièrement pauvre, dont le père est notamment alcoolique, Elvira Petrozzi émigre à Alexandrie durant la Seconde Guerre mondiale. Elle affirme n'avoir « jamais pensé à apprendre à lire ni à étudier ».
En 1956, alors qu'elle est âgée de 19 ans, elle décide de devenir religieuse dans la congrégation des Sœurs de la charité de Sainte-Jeanne-Antide-Thouret. Parallèlement à sa vie religieuse, elle travaille comme maîtresse dans une crèche.
Le 16 juillet 1983, elle fonde la première communauté du Cénacle dans une ancienne maison du XVIIIe siècle, perchée sur une colline au-dessus de Saluces, dans le Piémont. Elle souhaite d'abord créer une communauté pour les jeunes marginaux, mais les premiers à lui demander de l'aide sont de jeunes toxicomanes. C'est ainsi qu'elle se consacre à ces derniers. Le 16 juillet 2009, la communauté est reconnue par le Conseil pontifical pour les laïcs comme une association privée internationale de fidèles.
En 2013, il existe soixante « cénacles » dans le monde. La communauté est notamment présente en Croatie, en Bosnie-Herzégovine, en Slovénie, en Autriche, en Pologne, en Russie, en Irlande, en France, aux États-Unis, au Mexique, en République dominicaine et au Brésil.